# Петер Вепи
Петер Вепи (мађ. Vépi Péter; Керешхеђ, 20. октобар 1949) бивши је мађарски фудбалер, репрезентативац и тренер. За клуб и репрезентацију је играо на позицији одбрамбеног играча.

## Каријера

### Клуб
Почео је да игра фудбал у Ференцварошу, у млађим категоријама са једанаест година. У сениорском тиму дебитовао је 1970. године. Са ференцварошем је био једноструки шампион Мађарске, четвороструки освајач Купа Мађарске, финалиста Купа освајача купова. У Ференцварошу је диграо укупно 377 утакмица и постигао 5 голова, укључујући 222 првенствене утакмице.

### Репрезентација
Вепи је за репрезентацију Мађарске одиграо девет утакмица, од тога две у А репрезентацији и седам у олимпијској репрезентацији Мађарске, све утакмице су биле у 1972. години. Учествовао је у квалификационим утакмицама за Европско првенство. Није играо финалном турниру европског првенства које се одржало у Белгији Мађарска је на том турниру завршила на четвртом месту. Био је члан тима који је освојио сребрну медаљу на Олимпијским играма у Минхену 1972. године, седмоструки је члан олимпијске репрезентације Мађарске.

## Достигнућа
Ференцварош
- Прва лига Мађарске у фудбалу: 
  - шампион:1975/76,
- Мађарски куп:
  - Победник: 1971/72, 1973/74, 1975/76, 1977/78[4]
- Куп победника купова у фудбалу:
  - другопласирани: 1974/75.[4]
- Куп УЕФА:
  - трећи: 1971/72.

Мађарска
- Олимпијске игре: 1972 (сребрна медаља)[5]